# Asticta glycyrrhizae
Asticta glycyrrhizae is een vlinder uit de familie van de spinneruilen (Erebidae). De wetenschappelijke naam van de soort is voor het eerst geldig gepubliceerd in 1858 door Rambur.